# Puchar Świata w Chodzie Sportowym 1991
15. Puchar Świata w Chodzie Sportowym – zawody lekkoatletyczne, które odbyły się 1 i 2 czerwca 1991 roku w kalifornijskim mieście San Jose.

## Rezultaty

### Mężczyźni
|               | 1. miejsce          | Rezultat | 2. miejsce    | Rezultat | 3. miejsce      | Rezultat |
| Chód na 20 km | Michaił Szczennikow | 1:20:43  | Ernesto Canto | 1:20:46  | Thierry Toutain | 1:20:56  |
| Chód na 50 km | Carlos Mercenario   | 3:42:03  | Simon Baker   | 3:46:36  | Ronald Weigel   | 3:47:50  |

### Kobiety
|               | 1. miejsce      | Rezultat | 2. miejsce       | Rezultat | 3. miejsce   | Rezultat |
| Chód na 20 km | Irina Strachowa | 43:55    | Graciela Mendoza | 44:09    | Jelena Sajko | 44:11    |